# Seno aórtico
Los senos aórticos, senos de Petit, senos de Morgagni o senos de Valsalva (sinus aortae) son cada una de las tres dilataciones entre la pared de la arteria aorta y las valvas semilunares de la válvula aórtica. En dos de estos senos se originan las arterias coronarias.